# Aleksandr Bessmertnych
Aleksandr Andrejevitsj Bessmertnych (Russisch: Александр Андреевич Бессмертных) (Berjozovski (oblast Kemerovo), 15 september 1986) is een Russische langlaufer. Hij nam deel aan de Olympische Winterspelen 2014 in Sotsji.

## Carrière
Bij zijn wereldbekerdebuut, in maart 2009 in Lahti, scoorde Bessmertnych direct wereldbekerpunten. Op 4 januari 2013 behaalde de Rus in Toblach zijn eerste toptienklassering in een wereldbekerwedstrijd. Op 19 januari 2013 stond hij in La Clusaz voor de eerste maal in zijn carrière op het podium van een wereldbekerwedstrijd. Op de wereldkampioenschappen langlaufen 2013 in Val di Fiemme eindigde Bessmertnych als 23e op de 50 kilometer klassieke stijl. Tijdens de Olympische Winterspelen van 2014 in Sotsji eindigde de Rus als zevende op de 15 kilometer klassieke stijl, samen met Dmitri Japarov, Aleksandr Legkov en Maksim Vylegsjanin veroverde hij de zilveren medaille op de estafette.
In Falun nam hij deel aan de wereldkampioenschappen langlaufen 2015. Op dit toernooi eindigde hij als tiende op de 50 kilometer klassieke stijl. Op de estafette eindigde hij samen met Maksim Vylegsjanin, Aleksandr Legkov en Jevgeni Belov op de vierde plaats. Op de wereldkampioenschappen langlaufen 2017 in Lahti eindigde Bessmertnych als vierde op de 15 kilometer klassieke stijl en als zeventiende op de 30 kilometer skiatlon. Samen met Andrej Larkov, Aleksej Tsjervotkin en Sergej Oestjoegov sleepte hij de zilveren medaille in de wacht op de estafette.
In Seefeld nam de Rus deel aan de wereldkampioenschappen langlaufen 2019. Op dit toernooi behaalde hij de zilveren medaille op de 15 kilometer klassieke stijl. Op de estafette legde hij samen met Andrej Larkov, Aleksandr Bolsjoenov en Sergej Oestjoegov beslag op de zilveren medaille.

## Resultaten

### Olympische Winterspelen
| Jaar | Plaats | Resultaten                                   |
| ---- | ------ | -------------------------------------------- |
| 2014 | Sotsji | 7e 15 km klassieke stijl · 4×10 km estafette |

### Wereldkampioenschappen
| Jaar | Plaats        | Resultaten                                                        |
| ---- | ------------- | ----------------------------------------------------------------- |
| 2013 | Val di Fiemme | 23e 50 km klassieke stijl                                         |
| 2015 | Falun         | 10e 50 km klassieke stijl 4e 4×10 km estafette                    |
| 2017 | Lahti         | 4e 50 km klassieke stijl · 17e 30 km skiatlon · 4×10 km estafette |
| 2019 | Seefeld       | 15 km klassieke stijl · 4×10 km estafette                         |

### Wereldbeker
Eindklasseringen
| Seizoen   | Algm | DI   | SP  | TdS |
| --------- | ---- | ---- | --- | --- |
| 2008/2009 | 178e | 112e | -   | -   |
| 2010/2011 | 70e  | 47e  | -   | 25e |
| 2011/2012 | 55e  | 39e  | 95e | 25e |
| 2012/2013 | 30e  | 17e  | -   | 20e |
| 2013/2014 | 50e  | 37e  | 80e | -   |
| 2014/2015 | 28e  | 20e  | -   | 18e |
| 2015/2016 | 19e  | 18e  | 69e | 24e |
| 2016/2017 | 15e  | 11e  | 62e | 13e |
| 2017/2018 | 37e  | 27e  | -   | -   |
| 2018/2019 | 46e  | 27e  | -   | -   |
| 2019/2020 | 60e  | 40e  | -   | -   |

### Marathons
Ski Classics Challenger zeges
| Nr. | Datum         | Plaats      | Marathon                     | Onderdeel                          |
| --- | ------------- | ----------- | ---------------------------- | ---------------------------------- |
| 1.  | 14 maart 2020 | Novosibirsk | Novosibirsk Classic Marathon | 60 km klassieke stijl (massastart) |
| 2.  | 6 maart 2021  | Novosibirsk | Novosibirsk Classic Marathon | 70 km klassieke stijl (massastart) |